# Närkebrigaden
Närkebrigaden (IB 33) var en infanteribrigad inom svenska armén som verkade i olika former åren 1949–1992. Förbandsledningen var förlagd i Örebro garnison i Örebro.

## Historik
Närkebrigaden tillkom genom försvarsbeslutet 1948, då fältregementet Närkes regemente omorganiserades åren 1949–1951 till en infanteribrigad.
Inför försvarsbeslutet 1982 utreddes en avveckling av ett brigadproducerande regemente. De infanteriregementen med brigader som kom att utredas för avveckling var Livregementets grenadjärer (I 3), Norra Smålands regemente (I 12) i Eksjö och Dalregementet (I 13) i Falun. Dalregementet föll snabbt bort i valet av regemente, då Dalabrigaden vid regementet skulle omorganiseras till en norrlandsbrigad, i syfte att öka antal förband utbildade och utrustade för strid i övre Norrland. Kvar blev Norra Smålands regemente och Livregementets grenadjärer, vilka ställdes mot varandra. I valet mellan dessa två regementet förordade överbefälhavaren att Livregementets grenadjärer med dess två brigader skulle avvecklas.
I den proposition som lades fram till riksdagen och som antogs den 24 februari 1982, beslutades att grundutbildningen vid Livregementets grenadjärer tillsammans med militärområdesverkstaden i Örebro skulle avvecklas senast 1985. Av etablissemanget skulle huvuddelen av marken och anläggningarna avvecklas. Av operativa skäl skulle dock Försvarsområdesbefälhavaren och försvarsområdesstaben bibehållas i Örebro.
I regeringens proposition 1981/82:113 – om program för regional utveckling och resurshushållning, vilken lades fram till riksdagen och som antogs den 4 mars 1982, beslutades att Livregementets grenadjärer (I 3) i Örebro behålls i nuvarande omfattning. Bakgrunden till att regeringen ville ha kvar regementet, var att det ingick som en del i ett ekonomiskt åtgärdspaket för Bergslagsregionen. Vilket medförde att det tidigare beslutet om avveckling av regementet revs upp.
År 1988 hade överbefälhavaren Bengt Gustafsson, på uppdrag av Regeringen Carlsson I, tillsatt en utredning om arméns utveckling, vilket mynnade ut i Försvarsutredning 88. I utredningen och regeringens proposition hade Livregementets grenadjärer (I 3/Fo 51) ställts mot Värmlands regemente (I 2/Fo 52). Då utredningen även föreslog en avveckling av Bohusläns regemente (I 17), samtidigt som regeringen ställde krav på att ett förband skulle finnas i Bohuslän och Värmlandsområdet, föreslogs Livregementets grenadjärer (I 3/Fo 51) för avveckling, och Värmlands regemente (I 2/Fo 52) skulle kvarstå. Riksdagen antog i december 1989 regeringens proposition om att armén från den 1 juli 1992 skulle bestå av 18 brigader (en minskning med 11 brigader).
Närkebrigaden avvecklades tillsammans med sin systerbrigad den 30 juni 1992. I samband med att brigaden upplöstes och avvecklades, kom de tre brigadskyttebataljonerna vid Närkebrigaden att fördelas på Livgardesbrigaden (IB 1), Värmlandsbrigaden (IB 2) och Livgrenadjärbrigaden (IB 4), och kom under namnet Grenadjärbataljonen att utgöra den fjärde bataljonen vid de tre brigaderna.

## Verksamhet
I samband med försvarsbeslutet 1968 kom brigaden på sikt att bli Livregementets grenadjärers så kallade anfallsbrigad, då ekonomin inom Försvarsmakten ej tillät modernisering av samtliga brigader. Under brigadens aktiva tid kom den att organiseras efter förbandstyperna IB 49, IB 59 IB 66 och IB 77. Utbildningsåret 1978/1979 påbörjades omorganisationen från organisation 66 till organisation 77. Utbildningen pågick i tvåårsintervaller och 1982 var Närkebrigaden i stort sett utbildad enligt den nya organisationen - Infanteribrigad 77. Den nya fordonsmaterialen med bland annat Bandvagn 206 och pansarvärnsbandvagnen 2062 tillfördes dock först åren 1984–1985. Pansarvärnskompaniet och spaningskompaniet samt de tre skyttebataljonerna utbildades vid Livregementets grenadjärer, medan övriga enheter utbildades vid respektive truppslag.

### Bataljoner
| - 33. brigadstaben - 33. brigadpansarvärnskompani - 33. bandpansarvärnskompani - 33. brigadluftvärnskompani - 33. brigadspaningskompani | - 1. brigadskyttebataljonen - 2. brigadskyttebataljonen - 3. brigadskyttebataljonen - 33. brigadhaubitsbataljon - 33. brigadunderhållsbataljon - 33. brigadingenjörsbataljon |

## Heraldik och traditioner
Under 1980-talet anskaffades en fana till brigaden, vilken överlämnades under högtidliga former på kaserngården i Örebro i juni 1992 till den bataljon som överfördes till Värmlandsbrigaden. Där den antog namnet Grenadjärbataljonen och samtidigt blev traditionsbärare för Närkebrigaden.

## Förbandschefer
- 1949–1977: ???
- 1977–1979: Överste Bengt Tamfeldt [7]
- 1979–1992: ???

## Namn, beteckning och förläggningsort
| Närkebrigaden | 1949-10-01 | – | 1992-06-30 |

| IB 33 | 1949-10-01 | – | 1992-06-30 |

| Örebro garnison (F) | 1949-10-01 | – | 1992-06-30 |